# Krackskär
Krackskär är en ö i Finland. Den ligger i Norra Östersjön eller Skärgårdshavet och i kommunen Kimitoön i den ekonomiska regionen  Åboland i landskapet Egentliga Finland, i den sydvästra delen av landet. Ön ligger omkring 75 kilometer söder om Åbo och omkring 160 kilometer väster om Helsingfors. 
Öns area är 3 hektar och dess största längd är 230 meter i öst-västlig riktning. Det finns inga samhällen i närheten.